# Bruno Ahlberg
Bruno Valfrid Ahlberg (* 23. April 1911 in Espoo; † 9. Februar 1966 in Helsinki) war ein finnischer Boxer im Mittelgewicht und Weltergewicht und zweifacher Olympiateilnehmer.
1932 trat er in Los Angeles im Weltergewicht (unter 66,68 kg) an. Hinter dem US-Amerikaner Edward Flynn und dem Deutschen Erich Campe belegte Ahlberg den 3. Platz.
1936 trat der Amateurboxer noch einmal bei Olympischen Spielen an. In der ersten Runde verlor er jedoch gegen James Clark Atkinson. Danach wechselte er ins Profilager.
Seinen ersten Profikampf trug er am 24. April 1937 in Johannesburg, Südafrika gegen Archie J. L. Smith aus Südafrika aus. Ahlberg gewann nach acht Runden nach Punkten. Eine Woche später besiegte er in Durban Johnny de Villiers (Südafrika) ebenfalls nach Punkten. In Südafrika trug er im Sommer 1937 noch drei weitere Kämpfe aus, die er alle gewann oder unentschieden beendete.
Am 17. März 1938 boxte er gegen seinen noch unbesiegten Landsmann und ehemaligen Olympiasieger Sten Suvio. In Helsinki trennten sich die Mittelgewichtler aber unentschieden. Danach besiegte er unter anderem die beiden Schweden Uno Asterlind und Gunnar Andersson.
Seinen ersten und letzten Knockout-Sieg errang Ahlberg 1939 gegen den Deutschen Walter Klockhaus in der fünften Runde. Seine erste Niederlage steckte Ahlberg auf seiner Amerikatour 1939 gegen Glen Lee aus Nebraska ein. Zwei Monate später trat er in Hollywood gegen Jimmy Garrison an. Der US-Amerikaner besiegte Ahlberg durch TKO in der achten von zehn Runden. Nach dieser Niederlage gewann Ahlberg nur noch einmal gegen Gene Molnar aus den Vereinigten Staaten.
Er verlor 1940/41 gegen Hans Holdt (Dänemark), Hans Drescher (Dänemark), Robert Seidel aus der Schweiz durch Disqualifikation, Carlo Orlandi, Italien und Gustav Eder aus Deutschland.
Sein Kampf am 27. April 1941 in Trondheim gegen den Norweger Henry Tiller, den er nach 5 Runden durch Knockout verlor, war der letzte Profikampf für den damals 35-Jährigen.
Ahlberg war auch ein guter Skispringer und Schwimmer.

## Finnische Meisterschaften
- 1932, 1. Platz, Wg, vor Aarne Wickström und Paavo Lahtinen
- 1933, 1. Platz, Mg, vor Aarne Järvinen und Aarne Wickström